# Daisuke Matsunaga
Daisuke Matsunaga (24 de marzo de 1995) es un atleta japonés especializado en marcha atlética.
Matsunaga consiguió la medalla de plata en la Copa del Mundo de Marcha Atlética de 2014, disputada en la ciudad china de Taicang. Su competición más destacable fue el primer puesto conseguido en el Campeonato Mundial Junior de Atletismo de 2014 celebrado en Eugene.

## Mejores marcas personales
| Mejores marcas personales | Mejores marcas personales | Mejores marcas personales | Mejores marcas personales |
| Distancia                 | Tiempo                    | Lugar                     | Fecha                     |
| ------------------------- | ------------------------- | ------------------------- | ------------------------- |
| 5000 m                    | 19:33.11                  | Kumagaya, Japón           | 20 de abril de 2013       |
| 10 000 m                  | 39:08.23                  | Tama, Japón               | 14 de diciembre de 2013   |
| 10 km                     | 39:25                     | Nomi, Japón               | 15 de marzo de 2015       |
| 20 km                     | 1h:19:08                  | Nomi, Japón               | 15 de marzo de 2015       |
| PC - Pista Cubierta       |                           |                           |                           |